# بیلان وروتسواوسکیه
بیلان وروتسواوسکیه (به لهستانی:  Bielany Wrocławskie) یک روستا در لهستان است که در گمینا کوبیژتسه واقع شده‌است. بیلان وروتسواوسکیه ۳٬۰۰۰ نفر جمعیت دارد.